# Kunsthalle Schweinfurt
Die Kunsthalle Schweinfurt ist ein Museum und Ausstellungshaus für moderne und zeitgenössische Kunst im ehemaligen Ernst-Sachs-Bad in Schweinfurt.

## Lage
Die Kunsthalle liegt zwischen der Schweinfurter Altstadt und dem westlichen Gründerzeitviertel, nahe der Stadtmauer, an einer kleinen Parkanlage. Sie ist Teil der Ringanlagen, in denen sich 200 Meter nördlich die Kunsthalle das Stadttheater befindet.

## Ernst-Sachs-Bad

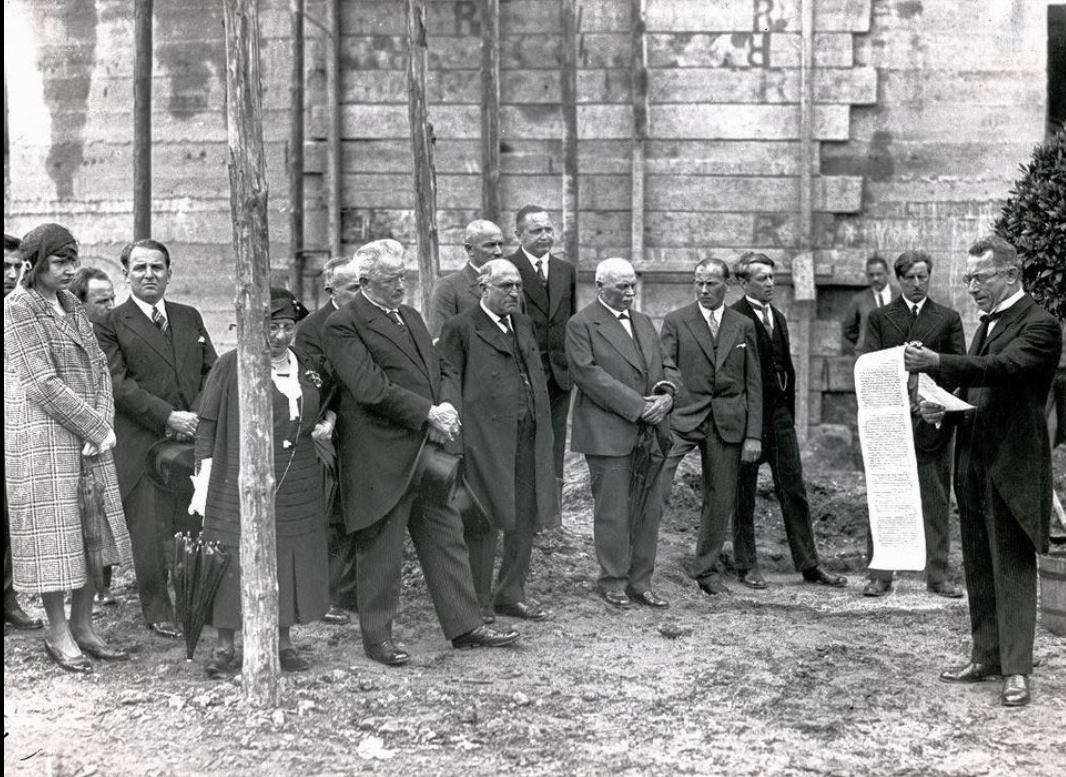
Grundsteinlegung des Ernst-Sachs-Bades 1931. Von links: Elinor von Opel, Willy Sachs, Betti und Ernst Sachs. Architekt Roderich Fick (zweiter von rechts) und Oberbürgermeister Benno Merkle (ganz rechts)

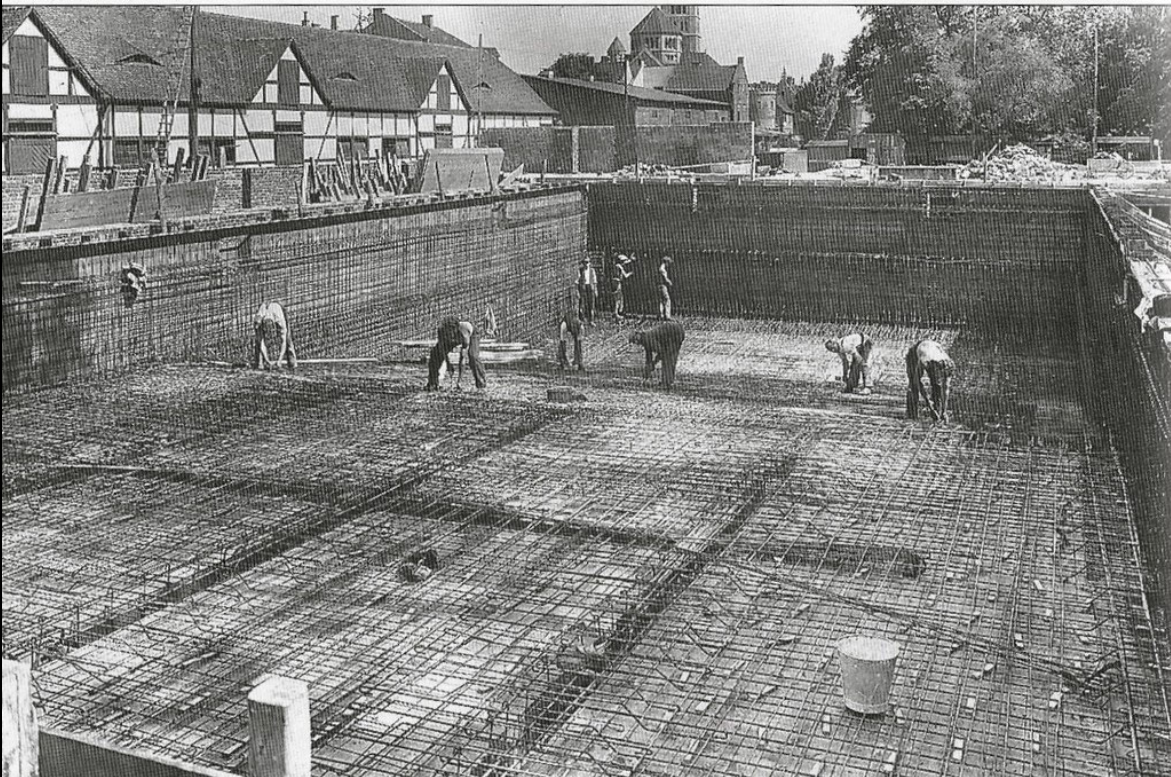
Baustelle Ernst-Sachs-Bad 1931

Der Schweinfurter Industrielle Ernst Sachs stiftete der Stadt Schweinfurt im Jahre 1927 anlässlich seines 60. Geburtstages 500.000 Reichsmark zur Erbauung eines Hallenschwimmbades, des sogenannten Ernst-Sachs-Bades. Ziel war die Verbesserung der hygienischen Bedingungen und die Förderung der Gesundheit – sowohl für seine Angestellten der Fichtel & Sachs AG als auch für alle Bürger seiner Heimatstadt. 1925 wurde der Würzburger Architekt Roderich Fick mit der Planung zur Erbauung des Ernst-Sachs-Bades beauftragt. Er schuf ein elegant-schlichtes Gebäude im Stil der Neuen Sachlichkeit. Die Anordnung der einzelnen Gebäudeteile erinnert an eine Klosteranlage mit Kreuzgang, Kirchenschiff und Refektorium. 1944 wurde das Bad im Krieg durch Luftangriffe schwer beschädigt, sodass es zeitweise geschlossen werden musste. 

## Kunsthalle

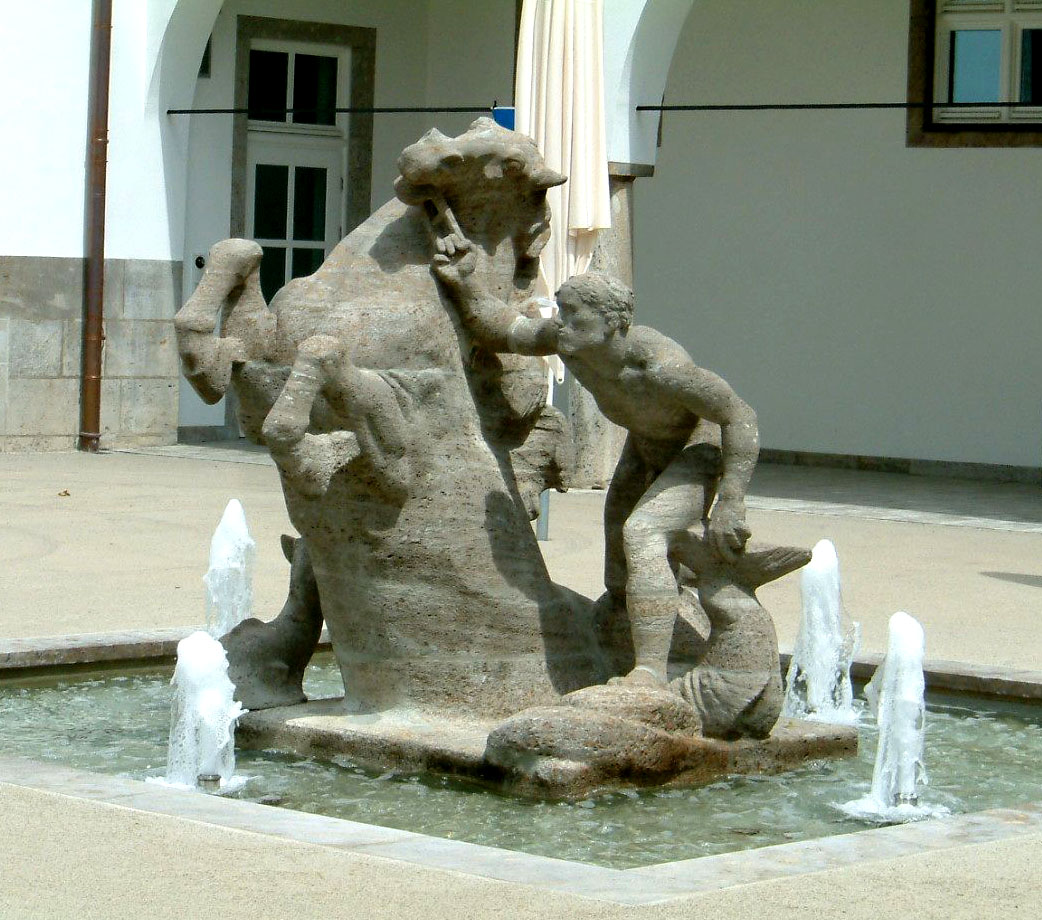
Rossbändiger-Brunnen von Josef Wackerle

Der Umbau vom Bad zur Kunsthalle wurde 2006–2007 vorgenommen. Dabei blieb das äußere Gebäude unverändert. Der Grundstein wurde 2007 gelegt, die Kunsthalle Schweinfurt eröffnete im Jahr 2009. Auf 2200 Quadratmetern in zwei Geschossen sind die städtischen Kunstsammlungen, die Dauerausstellung Kunst nach 1945 in Deutschland und die Exponate des Kunstvereins Schweinfurt ausgestellt. Die Dauerpräsentationen werden durch Wechselausstellungen ergänzt. Die historisch geprägte Außenansicht blieb erhalten. Kernstück der Kunsthalle ist die einstige Schwimmhalle im Erdgeschoss, mit einer 500 Quadratmeter großen Ausstellungsfläche und einer Raumhöhe von rund 11 Metern.
Im Dreißigjährigen Krieg wurde die mittelalterliche Stadtmauer vom Generalfeldmarschall der schwedischen Armee Karl Gustav Wrangel zu einer modernen Befestigungsanlage mit Schanzen ausgebaut. Als der große Innenhof des Bades für einen weiteren Ausstellungsraum unterkellert wurde, kam ein Teil der 1648 angelegten sogenannten Naturheilschanze zu Tage. Das gut erhaltene Mauerstück wurde in den Ausstellungsraum integriert, mit einer aufgesetzten Lichtraupe im darüber liegenden Innenhof als Oberlicht. Siehe auch: Schweinfurter Stadtbefestigung und Ringanlagen.

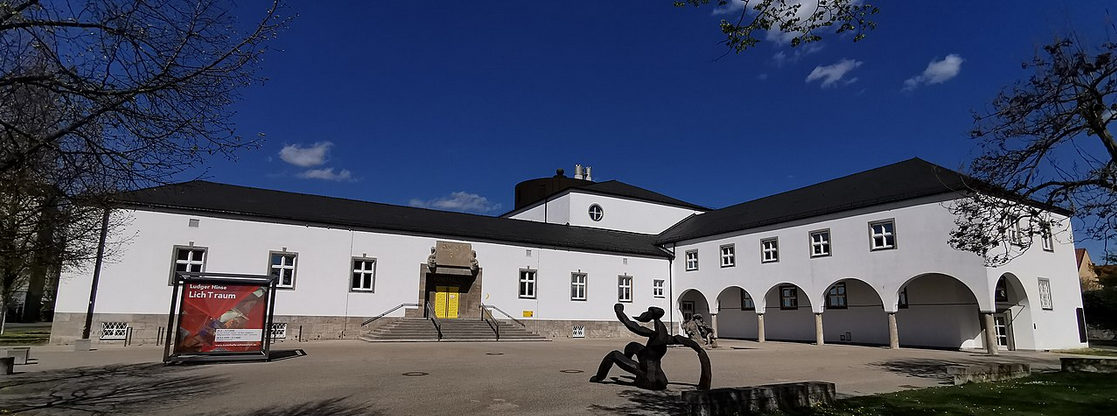
Unveränderte Fassade des Ernst-Sachs-Bads nach Umbau zur Kunsthalle (Foto 2020)

## Ständige Ausstellungen

### Kunst nach 1945 in Deutschland
Auf zwei Geschossebenen wird in der Kunsthalle die Sammlung zur „Kunst nach 1945 in Deutschland“ präsentiert. Im Erdgeschoss werden die kunsthistorischen Highlights der Sammlung in den Bereichen Informel und Neofiguration gezeigt, mit Werken der Künstlergruppen Quadriga, ZEN 49, junger westen sowie SPUR, WIR, GEFLECHT und Kollektiv Herzogstraße. Künstler wie Willi Baumeister, Georg Meistermann, Karl Otto Götz, Fritz Winter und Peter Brüning sind genauso vertreten wie HP Zimmer, Helmut Rieger, Hans Matthäus Bachmayer und Franz Hitzler. Die Sammlung ist in ihrer Qualität und Fülle in Deutschland fast einzigartig. Im Untergeschoss konfrontieren Werke unter dem Titel „Individuum und Gesellschaft“ die Besucher mit gesellschaftspolitischen Fragen. Abgerundet wird der Rundgang mit Arbeiten, die sich der Landschaft- und Architekturdarstellung widmen.

### Informel – Erneuerung in der Nachkriegszeit
Ein Alleinstellungsmerkmal der Kunsthalle Schweinfurt ist die Präsentation der informellen Nachkriegskunst. Das Informel bezeichnet eine über-gegenständliche oder besser gegenstandsentbundene Ausdrucksform, die in ihren abstrakt-farbrhythmischen Malgesten als bewusster Gegensatz zur Kunstdiktatur der NS-Zeit und zum heroischen Menschenbild verstanden wurde. In der Sammlung vertretene Künstler des Informel sind: Max Ackermann, Willi Baumeister, Hubert Berke, Peter Brüning, Rolf Cavael, Karl Fred Dahmen, Alfred Eichhorn, Fathwinter, Gerhard Fietz, Rupprecht Geiger, Karl Otto Götz, Otto Greis, Hans Hartung, Karl Hartung, Gerhard Hoehme, Heinz Kreutz, Brigitte (Meier) Matschinsky-Denninghoff, Georg Meistermann, Hans Platschek, Otto Ritschl, Armin Sandig, Bernard Schultze, Emil Schumacher, K. R. H. Sonderborg, Fred Thieler, Hann Trier, Theodor Werner, Conrad Westphal, Heinrich Wildemann, Fritz Winter.

Kunsthalle Schweinfurt
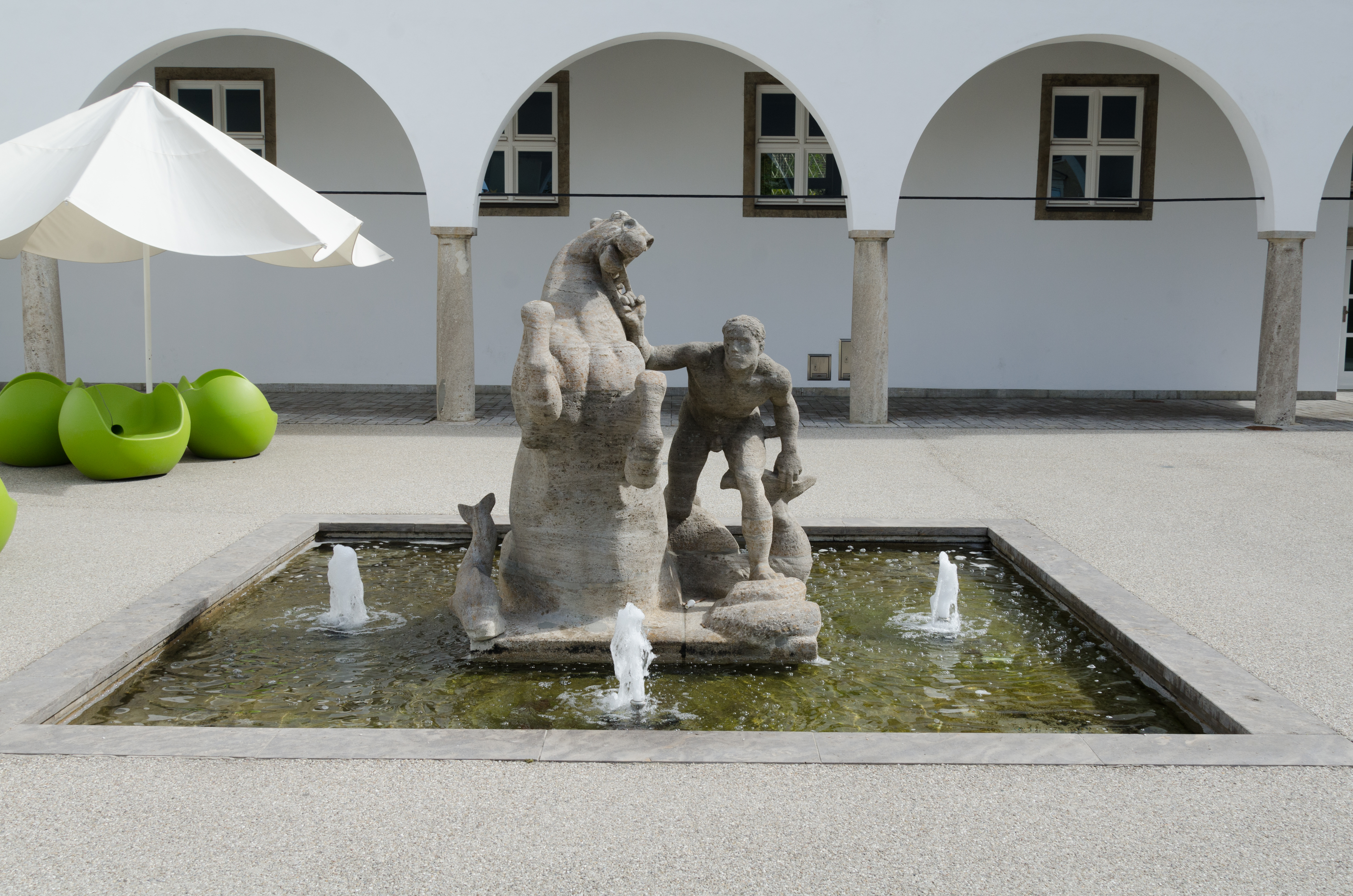
Rossbändiger-Brunnen vor dem Arkadenbau
Große Halle (ehem. Schwimmhalle) mit Wechselausstellung (2019)
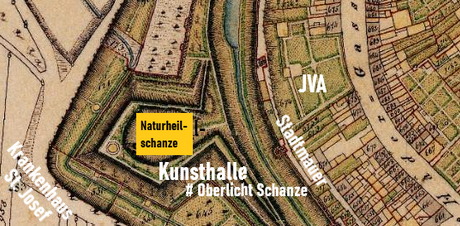
Urkataster (19. Jahrhundert). Einstige Naturheilschanze mit Lage der Kunsthalle und Lichtraupe (Oberlicht der freigelegten Futtermauer der Schanze)
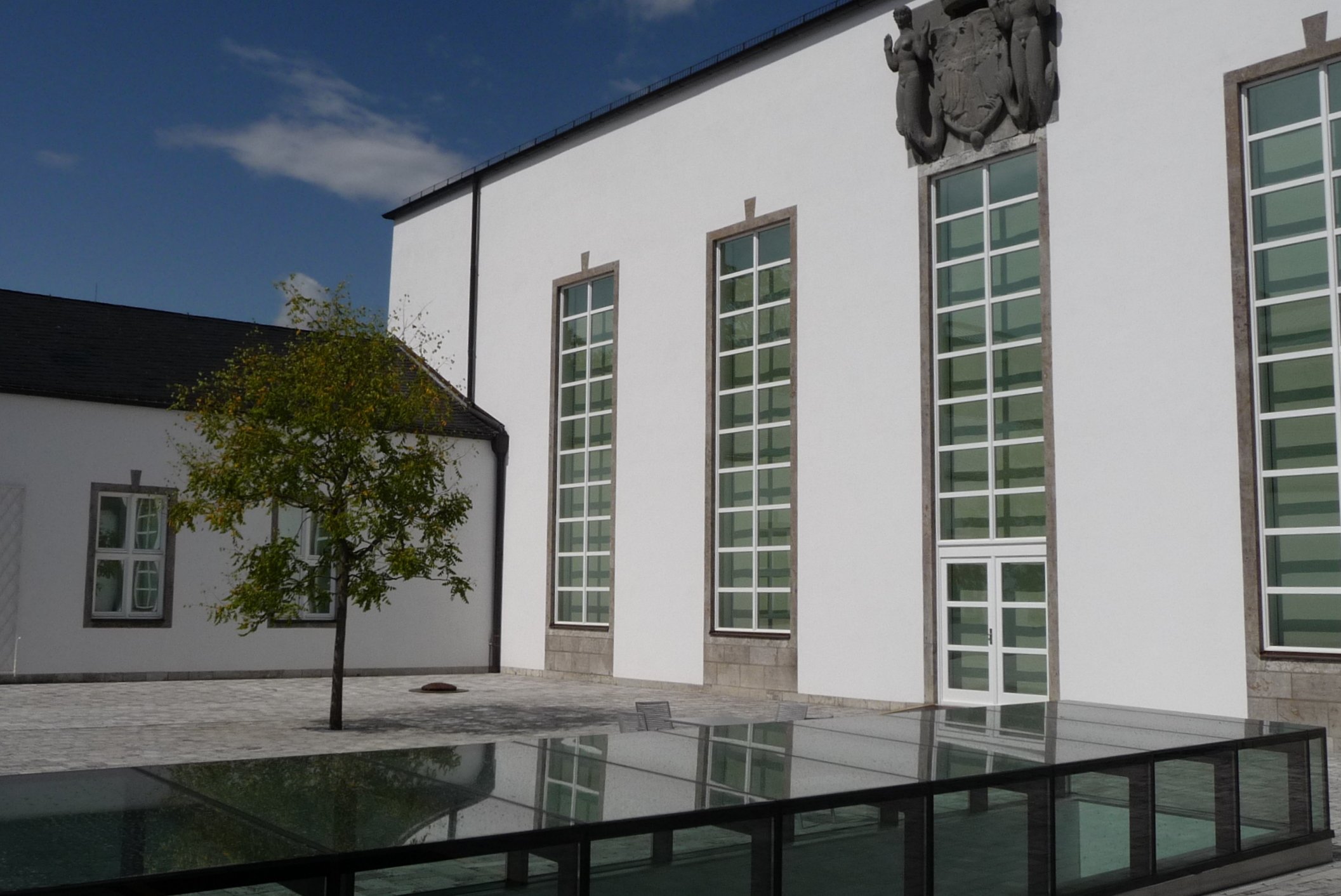
Innenhof mit Lichtraupe

### Zeitgenössische Bildhauerei – Die Akademien München und Nürnberg und ihre Schüler
Ein besonderes Augenmerk der Kunsthalle Schweinfurt liegt auf plastischen Arbeiten von herausragenden Bildhauern, die mit der Region durch ihre Vita verbunden sind. Dazu zählen beispielsweise Heinrich Kirchner aus Erlangen, Fritz Koenig aus Würzburg, Wilhelm Uhlig oder Richard Mühlemeier und ihre Verbindung zur Rhön. Andere Beziehungen lassen sich wiederum zu den Akademien für Bildende Künste in Nürnberg und München herstellen. Im Zentrum der künstlerischen Arbeit stand in der Nachkriegszeit an den Akademien vor allem die Auseinandersetzung mit der menschlichen Figur. Von den süddeutschen Bildhauern der sogenannten „Stunde Null“ sind neben Heinrich Kirchner und Fritz Koenig in der Schweinfurter Sammlung Anton Hiller, Toni Stadler, Michael Croissant und Leo Kornbrust als großzügige Leihgaben der Sammlung der Bundesrepublik Deutschland zu sehen. Der Bildhauer Lothar Fischer und seine künstlerische Auseinandersetzung mit der menschlichen Figur repräsentiert dabei nicht nur die Tradition der Münchener Bildhauerschule in der 2. Hälfte des 20. Jahrhunderts, sondern als Mitglied der Gruppe SPUR steht er außerdem stellvertretend für eine neofigurative Formensprache. Er prägte wiederum nachhaltig eine jüngere Bildhauergeneration, für die Namen wie Klaus Hack, Menno Fahl, Christina von Bitter, Sati Zech oder Friedemann Grieshaber stehen, die alle in der Kunsthalle Schweinfurt zu sehen sind.

### Urbane Architekturen – Visionäre Landschaften

Neoninstallation im Treppenhaus

Der vierseitige Umraum unter dem Innenhof im Untergeschoss der Kunsthalle  widmet sich dem seit der Antike bekannten Thema der Landschaft. Neben der klassischen Malerei und Skulptur, die sich aus überraschenden Perspektiven und mit innovativem Ansatz der „Natur“ nähern, nehmen dabei auch fotografische Arbeiten von unter anderem Thomas May, Christoph Brech, Maria Maier, oder Andreas Schmidt breiten Raum ein. Die Prozesse, in denen der Mensch sich seinen Umraum aneignet, formt, gestaltet, vielleicht auch zurichtet, sind äußerst vielseitig. Jede Zeit brachte ihre eigenen Formen von Landschaftsmalerei bzw. Landschaftsaneignung hervor – stets kulturell geprägt durch die jeweiligen gesellschaftlichen Grundlagen. Beschäftigung mit Natur ist hochaktuell, nicht zuletzt auf Grund der drängenden ökologischen Probleme.

### Politische Kunst und Menschenbild aus dem ehemaligen Ost- und Westdeutschland bis zu den Zeitgenossen
Fragen nach Individuum und Gesellschaft im Fokus künstlerischen Arbeitens stellen das Verhältnis des Einzelnen in seiner Einbindung in politische, soziale, kulturelle und weltanschauliche oder religiöse Gemeinschaften in den Mittelpunkt. Inwiefern beeinflussen politische und religiöse Umbrüche, wirtschaftliche Krisen oder geschichtliche Zäsuren das Bildsujet? Die Stadt Schweinfurt führte viele Jahre ein Leben im „Schatten der Grenze“, im ehemaligen Zonenrandgebiet des geteilten Deutschland. In der Präsentation im ersten Teil des Untergeschosses sind sowohl DDR-Klassiker, als auch lokale und überregionale Westpositionen sowie jüngere Äußerungen ausgestellt, vertreten unter anderem von: Thomas Baumgärtel, Böhler & Orendt, Jürgen Brodwolf, Hartwig Ebersbach, Hubertus Hess, Robert Höfling, Ottmar Hörl, Harald Klemm, Christofer Kochs, Gregor Torsten Kozik, Victor Kraus, Michael Morgner, Manfred Paul, Stefan Plenkers, Gerhard Rießbeck, Sebastian Stumpf, Hans Ticha, Robert Weissenbacher.

## Wechselausstellungen (Auswahl)
- 2009: 20 Jahre Deutsche Einheit. Kunst im Schatten der Grenze.
- 2009: Fokus Franken. 1. Triennale für zeitgenössische Kunst in Franken.
- 2010: herman de vries. all is here
- 2010: Sammlung Joseph Hierling: Menschenbilder.
- 2010: Ingrid Hartlieb.Totale. Skulpturen. Zeichnungen.
- 2011: Wilhelm Kohlhoff. Impression - Expression.
- 2011: Fred Thieler. Ein ermaltes Leben.
- 2011: Karl Röhrig. Kleine Leute. Karl Röhrig und die Avantgarde der Skulptur in Deutschland von Barlach bis Voll.
- 2013: Bayerische Landesausstellung. Main und Meer.
- 2013: Sammlung Gunter Sachs.
- 2013: Max Ackermann. Strukturbilder.
- 2014: Joseph Mader. Reichtum der Sichtbarkeiten.
- 2014: Christoph Brech. It's about me.
- 2014: herman de vries: Erdausreibungen.
- 2015: Werner Mally. Lichtung - Skulptur zwischen schwer und leicht.
- 2015: Gruppe WIR.
- 2015: Hans Olde d.J. In einem Ausschnitt das Ganze darstellen.
- 2016: Der Weltpoet. Friedrich Rückert: Dichter, Orientalist, Zeitkritiker.
- 2016: Christofer Kochs. Resonanzboden.
- 2016: Heiko Herrmann. Verzurrte Welt.
- 2017: Peter Casagrande. Das große Format.
- 2017: Pascal Heiler. Cartoons.
- 2017: Peter Wörfel: Peter Wörfels Welten: Einfach mensch sein!
- 2018: Böhler & Oerendt. Epimeteus Sample Kit.
- 2018: Gerhard Rießbeck. Eisfund.
- 2019: Gunter Sachs. Kamerakunst.
- 2019: Werner Prokorny.
- 2019: Heino Naujoks.
- 2021: Udo Kaller. Ungemalte Bilder.
- 2021: Hubert Berke. Retrospektive 1908 - 1979.
- 2021: Positionen des Deutschen Informel.
- 2022: Selçuk Dizlek - in flux: LinieRaumLicht
- 2022: Ottmar Hörl. Plan B.
- 2022: Hubertus Hess und Peter Kampehl. Was macht der Vogel mit der Linie?
- 2023: Hans Platschek. Höllenstürze, Hahnenkämpfe, Nette Abende
- 2023: Inge Gutbrod. take a bath in my light-soaked bodies, vol.1.
- 2024: Hann Trier und Norbert Kricke.
- 2024: Thomas Hildenbrand. Grenzüberschreitung - plastisch.
- 2025: InformELLE Künstlerinnen der 1950er/60er Jahre.
- 2025: Rolf Sachs. Berühren.
- 2025: Herbert Zangs und Hubert Berke. Die Realität ist das Fantastische.

## Kunstverein und Museumspädagogik
Der 1986 gegründete Kunstverein Schweinfurt e. V. ist der Förderverein der städtischen Museen und Galerien am Ort. Er richtet im „Kunstsalong“ im Obergeschoss  Ausstellungen sowie Werkschauen von Künstlermitgliedern aus. Zudem unterstützt er mäzenatisch Ausstellungen, Ankäufe und Katalogproduktionen. 
Regelmäßig finden Führungen und Workshops zu verschiedenen Themen für alle Altersgruppen (zum Beispiel Kindergärten, Schulen und Privatpersonen) sowie regelmäßige öffentliche Führungen durch die ständige Sammlung und zu Sonderausstellungen statt.